# GGS WIND
GGS WIND — космический аппарат (номер по спутниковому каталогу: 23333), запущенный в рамках международной Глобальной геокосмической программы (GGS от англ. Global Geospace Science Program), предназначенный для изучения солнечного ветра («винд», от (англ. wind, букв. ветер) и его взаимодействия с поверхностью Земли.

## Проект GGS
Проект GGS является американской частью Международной программы солнечно-земной физики (ISTP, от англ. Institute of Solar-Terrestrial Physics), в которой так же (помимо США) принимают участие Европа и Япония. Целью программы является изучение взаимодействия солнечного ветра с магнитным полем Земли.
В рамках проекта в 1992 году был предусмотрен запуск двух космических зондов «Винд» и «Полар» (англ. Polar). Что примечательно, оба зонда получили названия в соответствии с областями околоземного пространства, в которых они должны провести исследования — область солнечного ветра и полярная область. Заказ на строительство и подготовку был передан отделению «Астро Спейс» (англ. Astro Space) компании «Мартин-Мариетта» в Ист-Виндзоре (англ. East Windsor), штат Нью-Джерси.
В феврале 1994 года НАСА объявило об отсрочке запуска обоих космических аппаратов, по причине изучения возможности использования «Мартин-Мариетта Астро Спейс», выступившей в роли фирмы подрядчика, негодных материалов и технологических процессов при изготовлении зондов, а также для изучения состояния проекта.
Из-за проблем при разработке, а затем введения НАСА дополнительных критериев проверки, запуск «Винд» переносился шесть раз и был осуществлён на два года позже намеченного срока. Однако фирма подрядчик смогла выполнить подготовку и поставку зонда к 1 ноября 1994 года. 8—9 сентября зонд был доставлен автотранспортом на станцию ВВС США «Мыс Канаверал» и помещён в ангар АО космических аппаратов НАСА, где «Винд» прошёл предполётную подготовку (зарядка батарей, испытание СБ, проверка средств связи и передачи данных). После чего, в середине октября «Винд» был отправлена на площадку В стартового комплекса LC-17 для стыковки с носителем.

## Общие параметры
«Винд» представляет собой стабилизируемый вращением аппарат цилиндрической формы диаметром 2,4 и высотой 1,8 метров. Общий вес спутника (без топлива) 895 кг, и для контроля положения предусмотрено 300 кг топлива. Расчётный срок службы КА, заявленный «Мартин-Мариетта» составляет три года. Создание аппарата обошлось в 173 миллиона $.

### Инструменты
На борту «Винд» было установлено восемь инструментов для исследования (шесть приборов для изучения характеристик солнечного ветра, два — для изучения гамма-вспышек):
- Waves (Radio and Plasma Waves)
  - Разработчик —  ЕКА
  - Назначение — Исследование радиоизлучения Солнца и Земли; плазменных волн в широком диапазоне частот[6].
- SWE (Solar Wind Experiment)
  - Разработчик —  НАСА
  - Назначение — Измерение ионов и электронов в зоне солнечного ветра и ударной волны[7].
- MFI (Magnetic Fields Investigation)
  - Разработчик —  НАСА
  - Назначение — Исследование структуры, интенсивности и флуктуации межпланетных магнитных полей.
- EPACT (Energetic Particle Acceleration, Composition, and Transport)
  - Разработчик —  НАСА
  - Назначение — Изучение свойств ионов высоких энергий.
- SMS (Solar Mass Sensor)
  - Разработчик —  НАСА
  - Назначение — Определение количества, скоростей, спектров, температуры и тепловых скоростей ионов солнечного ветра.
- 3D Plasma (Three-Dimensional Plasma Analyzer)
  - Разработчик —  НАСА
  - Назначение — Измерение ионов и электронов с энергиями выше характерных для солнечного ветра[8].
- TGRS (Transient Gamma Ray Spectrometer)
  - Разработчик —  НАСА
  - Назначение — Спектрометр транзиентных явлений в гамма-диапазоне.
- Конус (Гамма-спектрометр «Конус»)
  - Разработчик —  Физико-технический институт РАН им. А. Ф. Иоффе[9]
  - Назначение — Спектрометр транзиентных явлений в гамма-диапазоне (более широкий охват чем у TGRS, и при более низком разрешении).

### Ракета-носитель

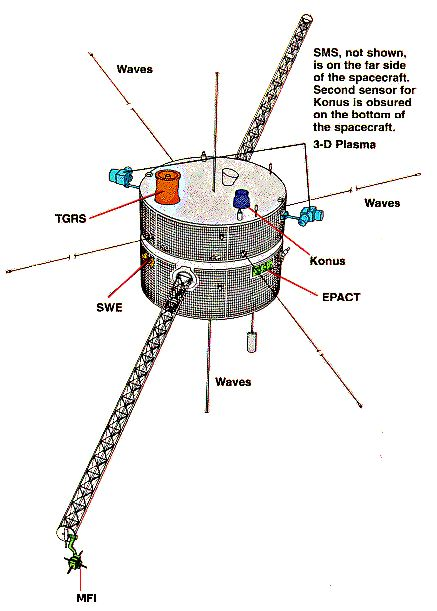
Структура WIND.

В качестве ракеты-носителя (РН) спутника «Винд» была выбрана коммерческая РН компании McDonnell Douglas Aerospace Дельта-2 (РН средней мощности из семейства Дельта).
РН была доставлена и собрана на старте в конце лета 1994 года: первая ступень с девятью навесными твердотопливными ускорителями была установлена 22 августа, затем 23—25 августа добавлены стартовые ускорители, а вторая ступень — 27 августа.

## Запуск
Запуск состоялся 1 ноября 1994 года в 09:31:00 (UTC) со стартового комплекса LC-17B станции ВВС мыса Канаверал. Длительность стартового окна составляла 5 минут. Азимут старта составил 95°.
РН «Дельта-2» обеспечила выход на промежуточную орбиту с наклонением 28,7° и высотой 186x3038 км. При помощи разгонного блока PAM-D спутник был переведён на высокоэллиптическую орбиту (расчетная высота — 184,8x449703 км), обеспечивающую его пролёт мимо Луны, на которой «Винд» отделился от ракетного блока через 1 час и 21 минуту после запуска. Примерно через 90 мин после старта было получено подтверждение раскрытия основной антенны станции, а затем антенн и штанги научной аппаратуры.
Затем зонд был выведен на начальную высокоэллиптическую орбиту искусственного спутника Земли. После чего и выведен в точку Лагранжа L1 системы Земля—Солнце.